# Seututie 282
Pour les articles homonymes, voir Route 282.
La route régionale 282 (finnois : Seututie 282) est une route régionale allant de Somero jusqu'à Forssa en Finlande.

## Description
La route régionale 282 est une route dans le sud-ouest du Häme.
La route part de la kantatie 52 à Pikku-Joensuu dans la municipalité de Somero, traverse le Torronsuo dans le parc national de Torronsuo.
La route traverse les villages de Tammela, Talpia, Sukula et Häiviä à Tammela, croise la route nationale 2 au village Kassimäki de Forssa et se termine à route nationale 10 à Forssa.

## Parcours
- Somero
- Laitiainen
- Torro
- Häiviä
- Forssa (24 km)